# Ерик Дефландр
Ерик Дефландр (фр. Éric Deflandre; рођен 2. августа 1973) бивши је белгијски фудбалер, играо је за фудбалску репрезентацију Белгије на позицији десног бека.

## Каријера
На почетку каријере у Белгији је наступао за неколико клубова РФЦ Лијеж, Жерминал Екерен и Клуб Бриж.
Године 2000. Дефландр је прешао у Олимпик Лион у Француској, где је освојио три узастопна национална првенства. У Белгију се вратио 2004. и играо за Стандард Лијеж.
У сезони 2007/08, играо је за ФК Брисел и ФК Верброедеринг Дендер. Од 25. јуна 2009. је потписао за Лирс С.К. двогодишњи уговор. Дана 9. августа 2010. објављено је да ће се вратити у РФЦ Лијеж,  где је играо још две сезоне пре него што се повукао.
Дебитовао је за репрезентацију Белгије против Холандије у квалификацијама за Светско првенство 1998. године. У свом првом мечу, заменио је Бертранда Красона после 22 минута и помогао репрезентацији да одигра нерешено 0:0 против Холандије. Био је у саставу екипе на Светском првенству 1998. у Француској.
За репрезентацију је играо на Европском првенству 2000. и Светском првенству 2002. На Еуру 2000. заменио је на голу саиграча Филипа де Вајлда, након што је искључен против Турске.

## Успеси
Клуб Бриж
- Првенство Белгије: 1997/98.
- Суперкуп Белгије: 1998.

Лион
- Првенство Француске: 2001/02, 2002/03, 2003/04.
- Суперкуп Француске: 2003.

Белгија
- ФИФА фер-плеј награда: 2002.[4]